# Niacin
Niacin ali nikotinska kislina (IUPAC: 3-piridinkarboksilna kislina) je eden izmed pomembnejših vitaminov B-kompleksa. Imenujemo ga tudi vitamin B3. Sodeluje pri presnovi maščob, beljakovin in ogljikovih hidratov, pri zmanjševanju nivoja holesterola in trigliceridov ter pri prekrvavitvi. Biološko aktivna oblika je nikotinamid in večina N-substituiranih analogov. Je sestavni del dveh koencimov, koencima I in koencima II, ki sta nujno potrebna za delovanje številnih encimskih sistemov. Iz tega je razvidno, da je nujno potreben za normalno delovanje človeškega organizma.

## Kemijske lastnosti
Je stabilen tako v suhem stanju kot v vodnih raztopinah. Obstojen na svetlobi, ob prisotnosti močnih oksidantov ter pri različnih pH vrednostih.

## Izvor
Niacin in nikotinamid najdemo v hrani rastlinskega in živalskega izvora. V večjih količinah se nahajata v jetrih, mesu, ribah, kvasu, polnozrnatih žitih, nekaj pa tudi v krompirju, mleku in mlečnih izdelkih.

## Siptomi pomanjkanja
Vnos nezadostnih količin niacina vodi do pomanjkanja vitamina B3, znaki pa so sistemski, torej vidni po celem telesu; vnetje žrela in požiralnika, vaginalne sluznice, sluznice sečil, slabost, diareja (ki je lahko krvava), vrtoglavica, glavoboli, izguba spomina in drugi. Pomanjkanja so redka, endemično pa se pojavlja bolezen pelagra (italijansko pelle agra, dob. raskava koža) na področjih, kjer gojijo koruzo z nižjo vsebnostjo provitamina triptofana.
Bolezen je bila prvič omenjena leta 1915. Je posledica dolgotrajnega pomanjkanja vitamina, zato se pogosteje pojavlja pri osebah, ki zaužijejo premalo beljakovin (npr. dietiki in kronični alkoholiki). Pogosto jo imenujemo »3D«, ker jo zaznamujejo dermatitis, diareja in demenca.